# جنيفر دودز
جنيفر دودز (بالإنجليزية: Jennifer Dodds)‏ هي لاعبة كرلنغ بريطانية، ولدت في 10 يناير 1991 في إدنبرة في المملكة المتحدة.

## وصلات خارجية
- جنيفر دودز على موقع الاتحاد الدولي للكرلنغ (الإنجليزية)
- جنيفر دودز على موقع اللجنة الأولمبية الدولية (الإنجليزية)
- جنيفر دودز على موقع أوليمبيديا (الإنجليزية)
- جنيفر دودز على موقع اللجنة الأولمبية البريطانية (الإنجليزية)